# Blitz (groupe britannique)
Pour les articles homonymes, voir Blitz (homonymie).
Blitz est un groupe de street punk et oi! britannique, originaire de New Mills, Derbyshire, en Angleterre,,. Ils ont eu du succès dans les circuits indépendants du Royaume-Uni au début des années 1980. 

## Biographie
Comprenant des membres punk et skinhead, ils sont défendus avec enthousiasme par Garry Bushell, journaliste de Sounds. Inspirés par la scène en émergence de la oi!, ils lui avaient envoyé leur démo au début de 1981. Bushell est assez impressionné pour mettre deux de leurs morceaux sur de compilations de oi! cette même année, Nation on Fire et Youth. Il les aide à obtenir un accord avec le label No Future. Le guitariste Alan « Nidge » Miller rompt avec Bushell, mais ils se réconcilient avant sa mort. 
Plusieurs années après la dissolution initiale de Blitz, le guitariste Miller recrute de nouveaux membres dont Paul Lilley à la batterie. Le 10 février 2007, Miller est percuté par une voiture et est mort lors de l'impact après avoir marché sur une autoroute après un spectacle à Austin, au Texas. En 2011, le bassiste Neil « Mackie » McLennan est passé à la guitare, et forme le groupe Epic Problem, basé à New Mills. Ils sortent deux EP et un album studio.

## Discographie

### Albums studio
- 1982 : Voice of a Generation
- 1983 : Second Empire Justice
- 1989 : The Killing Dream

### Singles et EP
- 1982 : All Out Attack E.P.
- 1982 : Warriors
- 1982 : Never Surrender / Razors in the Night
- 1982 : Propaganda / Moscow
- 1983 : Solar
- 1983 : Telecommunications
- 1983 : New Age
- 1992 : New Breed EP
- 2016 : The Final Blitz - Farewell to a Legend

### Compilations
- 1988 : Blitzed an All Out Attack
- 1993 : Best of Blitz
- 1994 : The Complete Blitz Singles Collection
- 1994 : Blitz Hits
- 1999 : All Out Attack
- 1999 : Warriors
- 2000 : Voice of a Generation - The No Future Years
- 2001 : Punk Singles And Rarities 1980-83
- 2005 : Never Surrender (the Best of Blitz)
- 2005 : All Out Blitz: the Very Best of
- 2006 : Hits
- 2013 : Time Bomb Early Singles and Demos Collection

### Apparitions
- 1981 : Carry on Oi
- 1982 : Punk and Disorderly: Someone's Gonna Die
- 1987 : Seeds IV Punk
- 1996 : The Crazy World of Punk
- Oi! Chartbusters vols. 1-2-3-4
- Oi! The Picture Disc vols. 1 et 2 (Link Records, 1987 et 1988)

### Clips
- 1983 : New Age